# Skælskør-Eggeslevmagle Pastorat
Skælskør-Eggeslevmagle Pastorat består af to sogne: Skælskør Sogn og Eggeslevmagle Sogn.
Indtil 27. november 2011 udgjorde de to sogne hver sit pastorat, henholdsvis Skælskør Pastorat og Eggeslevmagle Pastorat. Menighedsrådene blev i løbet af 2010-11 enige om at slå de to pastorater sammen for at forstærke og forbedre samarbejdet mellem de to sogne, hvoraf Eggeslevmagle Sogn med sin landsbykirke efterhånden forekom at være langt fra sine sognebørn i den østlige del af Skælskør By.
Da Skælskør-Eggeslevmagle Sognegård stod færdig og klar i august 2010 blev en del aktiviteter flytter hertil, herunder kirkekontoret og konfirmandforberedelse for begge pastorater.
2. december 2012 blev de to menighedsråd slået sammen til ét, bestående af 5 medlemmer fra hvert sogn.